# Starčevo (Insel)
Starčevo (serbisch Старчево), auch Starčeva Gorica, ist eine knapp 7 Hektar große Insel auf der montenegrinischen Seite des Skutarisees.
Im Westen der Insel befindet sich ein Kloster, das um 1376/78 erbaut wurde. Neben der Klosterkirche, einer einschiffigen Basilika, existieren Nebengebäude mit einer Herberge, die heute (anders als jene auf den Seeinseln Beška und Moračnik) auch wieder bewirtschaftet wird. 
Vor der Kirche befindet sich die letzte Ruhestätte des ersten Buchdruckers slawischer Literatur Božidar Vuković (* 1466 in Podgorica; † 1540 in Venedig), der seinem Wunsch entsprechend in seiner Heimat gegraben wurde.